# او-۴۲۱
زیردریایی یو-۴۲۱ (به انگلیسی: German submarine U-421) یک زیردریایی بود که طول آن ۶۷٫۱ متر (۲۲۰ فوت ۲ اینچ) بود. این زیردریایی در سال ۱۹۴۲ ساخته شد.